# Agrilus scythicus
Agrilus scythicus es una especie de insecto del género Agrilus, familia Buprestidae, orden Coleoptera.
Fue descrita científicamente por Królik & Janicki, 2005.